# SecondRadio
SecondRadio ist ein Radio-Sender, der im Juni 2010 als Webradio startete.

## Geschichte
Der Sendestart fand am 5. Juni 2010 in Berlin statt.
Die Idee der Gründung entstand in der Virtuellen Welt Second Life. Dementsprechend wurde auch der erste Claim auf die Virtuelle Welt bezogen: „Dein 2. Leben live im Radio“.
Ein paar Jahre später löste man sich allerdings aus der Virtuellen Welt Second Life und richtete sein Programm auf die Allgemeinheit aus. Der Claim wurde entsprechend angepasst: „SecondRadio – Aus dem Web direkt ins Leben“.
Da SecondRadio seit Januar 2018 nicht mehr nur im Web, sondern auch via DAB+ zu hören ist, entschloss man sich im Juli 2019, den Claim von SecondRadio erneut auf „SecondRadio – Your Music Your Life“ zu ändern.

## Musik
Das Genere von SecondRadio ist sehr vielseitig. Neben Pop, Rock und aktueller Musik gibt es auf SecondRadio alle vier Wochen sonntags auch klassische Musik zu hören.
In Kooperation mit dem Leipziger Kinderprogramm Abenteuer mit KESS gibt es für Kinder jeden Sonntag von 8 bis 9 Uhr eine eigene Sendung.

## Empfang
SecondRadio ist weltweit im World Wide Web zu empfangen.
SecondRadio wird mittlerweile in über 769.000 Haushalten im Digitalen Kabelnetz von Pyur in Sachsen eingespeist. Seit dem 31. Januar 2018 ist SecondRadio auf DAB+ im Stadtgebiet Freiberg (Block 10D), im Stadtgebiet von Leipzig (Block 6C) und seit Mitte März 2023 auch landesweit (Block 12A) in Sachsen zu hören.